# جاستون هنري بيلوت
جاستون هنري بيلوت ( (بالفرنسية: Gaston Henri Gustave Billotte
)‏ ,10 فبراير 1875 - 23 مايو 1940 ) كان عسكريًا من فرنسا . وقد حصل أيضًا على جوائز مثل وسام جوقة الشرف وصليب الحرب .